# Edmund Horton
Edmund Carlton Horton (* 25. März 1895 in Saranac Lake, New York; † 26. Mai 1944 ebenda) war ein US-amerikanischer Bobfahrer.

## Biografie
Edmund Horton gewann bei den Olympischen Winterspielen 1932 in Lake Placid zusammen mit Percy Bryant, Paul Stevens und Pilot Henry Homburger die Silbermedaille im Viererbobwettbewerb.
Horton studierte an der Cornell University und lebte sein ganzes Leben lang in Saranac Lake. Als Jugendlicher war er auch ein guter Eisschnellläufer.